# Arméns infanteri- och kavallericentrum
Arméns infanteri- och kavallericentrum (InfKavC) var ett truppslagscentrum för infanteriet och kavalleriet inom svenska armén som verkade åren 1991–1995. Förbandsledningen var förlagd i Kvarn norr om Borensberg.

## Historik
Arméns infanteri- och kavallericentrum bildades den 1 juli 1991 i samband med försvarsutredning 1988 genom att truppslagsinspektörerna med truppslagsavdelningar i Arméstaben slogs samman med arméns strids- och skjutskolor samt övriga truppslagsskolor, vilka bildade så kallade Truppslagscenter. Denna omstrukturering resulterade i att arméns skolor avvecklades och de nyuppsatta truppslagscentren övertog ansvaret över utbildningen vid skolorna.
Arméns infanteri- och kavallericentrum bestod vid bildandet 1991 av arméstabens infanteriavdelning, Infanteriets officershögskola (InfOHS), Infanteriets stridsskola (InfSS), Infanteriets och kavalleriets officershögskola (Inf/KavOHS). Inför bildandet av centrumet var dock Infanteriets stridsskola (InfSS) den enda ingående enhet som var lokaliserad till Borensberg. Infanteriets officershögskola kom att omlokaliseras från Halmstad till Borensberg. Infanteriets och kavalleriets officershögskola kvarstod i Umeå garnison. Chefen för Arméns infanteri- och kavallericentrum innehade befattningen som Infanteriinspektör.
Genom Infanteri- och Norrlandsförbanden mekaniserades i samband med försvarsbeslutet 1992 kom Pansarinspektören tillsammans med Infanteriinspektören i juni 1993 att begära tillstånd hos arméchefen Åke Sagrén att slå samman Arméns pansarcentrum och Arméns infanteri- och kavallericentrum.
Den 30 juni 1995 avvecklades Arméns infanteri- och kavallericentrum som självständig enhet och bildade från och med den 1 juli 1995 tillsammans med Arméns pansarcentrum det nya Truppslagscentrumet Arméns brigadcentrum (BrigC). I samband med denna avveckling försvann även befattningen Infanteriinspektören och de ingående skolorna i Arméns infanteri- och kavallericentrum bildade Stridsskola Nord (SSN) i Umeå och Stridsskola Mitt (SSM) i Borensberg.

## Ingående enheter
- Infanteri- och kavalleriinspektören med stab (Inf- o kavinsp), var lokaliserad i Linköping och Umeå.
- Infanteriets och Kavalleriets officershögskola (Inf/KavOHS), var lokaliserad i Umeå.
- Infanteriets officershögskola (InfOHS), lokaliserad i Borensberg.
- Infanteriets stridsskola (InfSS), lokaliserad i Borensberg.

## Förläggningar och övningsplatser
När Arméns infanteri- och kavallericentrum bildades grupperades ledningen till en nyuppförd byggnad i Kvarn, där den samgrupperades Infanteriets stridsskola.

## Heraldik och traditioner
När Arméns infanteri- och kavallericentrum bildades övertogs förbandsmarschen från Infanteriets stridsskola. Efter att centrumet upplösts och avvecklats, övertogs marschen av Stridsskola Mitt. Från den 22 mars 1999 tillåts marschen att användas som traditionsmarsch vid Markstridsskolan.

## Förbandschefer
Förbandschefen för Arméns infanteri- och kavallericentrum var tillika infanteri- och kavalleriinspektör (inf- o kavinsp).
- 1991–1994: Överste 1. Markku Sieppi
- 1994–1995: Överste Christer Svensson

## Namn, beteckning och förläggningsort
| Arméns infanteri- och kavallericentrum | 1991-07-01 | – | 1995-06-30 |

| InfKavC | 1991-07-01 | – | 1995-06-30 |

| Kvarn (F)         | 1991-07-01 | – | 1995-06-30 |
| Umeå garnison (D) | 1991-07-01 | – | 1995-06-30 |